# Mirounga Point
Mirounga Point är en udde i Antarktis. Den ligger i Sydshetlandsöarna. Argentina, Chile och Storbritannien gör anspråk på området.
Terrängen inåt land är kuperad åt nordost, men söderut är den platt. Havet är nära Mirounga Point åt sydväst. Trakten är glest befolkad. Närmaste befolkade plats är Vicente Station, 19,8 kilometer nordost om Mirounga Point. 